# A Village Romeo and Juliet
A Village Romeo and Juliet (Un Romeo i Julieta de poble) és una òpera de Frederick Delius, la quarta de les sis que va compondre.
El primer esborrany del llibret va ser elaborat per C.F. Keary, autor del text per a l'anterior òpera de Delius; Koanga. Delius no hi va quedar satisfet, i en companyia de la seua muller Jelka, va reescriure'l en alemany, amb la corresponent traducció a l'anglès. Està basada en la narració breu Romeo und Julia auf dem Dorfe de l'escriptor suís Gottfried Keller. L'estrena va tenir lloc a la Komische Oper de Berlín, el 21 de febrer de 1907 sota la direcció de Fritz Cassirer. Sir Thomas Beecham va presentar l'òpera a la Royal Opera House, Covent Garden, al febrer de 1910. L'estrena als Estats Units d'Amèrica va tenir lloc el 26 d'abril de 1972 a Washington, D.C. Tot i que la primera versió va ser l'alemanya, l'òpera ha estat representada habitualment en anglès, probablement a causa de la seua major difusió en els països anglosaxons.

## Anàlisi
L'òpera narra l'amor impossible entre dos joves, Sali i Vrenchen, que com en el cas dels clàssics Romeo i Julieta és provocat per l'enfrontament entre els seus respectius pares, dos bàrbars camperols que acaben en la ruïna i cauen en la dissort a causa d'una absurda discussió. La figura simbòlica del Violinista Tenebrós, una mena de vagabund situat al marge dels convencionalismes socials, actua per una banda com argument de la llibertat espiritual i per altra com a imatge de la mort, apareixent sempre en els moments decisius per a la parella. En cert sentit, A village... és deutora del Tristany i Isolda de Wagner: el tema principal de l'òpera és l'atracció de la mort, la shopenhaueriana « renúncia a la voluntat de viure ». Finalment l'acció conclou en un Liebestod dels dos amants, enfonsant-se plegats, lentament, en el riu.

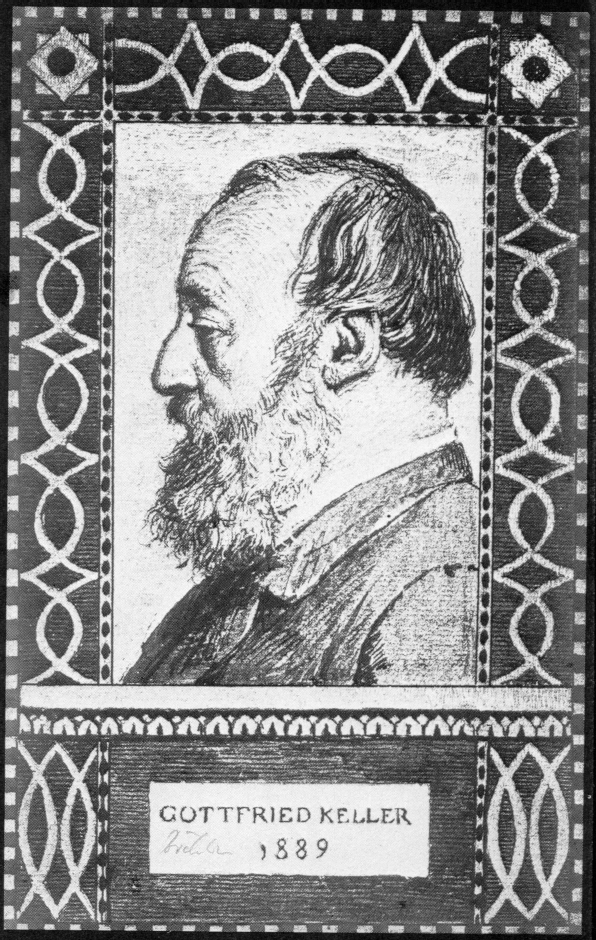
L'escriptor suís Gottfried Keller, autor del conte Romeo und Juliet auf dem Dorfe, en què està basada A Village Romeo and Juliet

La música de Delius ha gaudit de grans defensors i d'aferrissats detractors. Entre els primers cal destacar la figura del director anglès Tomas Beecham, que va arribar a dir de Delius que era « el més gran compositor després de Wagner ». En general la música de Delius, a causa del seu caràcter personal i difícil d'adscriure a cap corrent establert, ha generat tota mena de reaccions, des del menyspreu, a l'estupefacció o la lloança. No han mancat tot tipus d'afirmacions i qualificacions envers la seua música: « auto-indulgent », « exuberant en emocions », « plena de nostàlgia » o « improvisació narcisista ». A Village Romeo and Juliet, tot i ser considerada generalment com la millor òpera de Delius, no ha pogut mantenir-se al marge de la controvèrsia. Principalment ha estat criticada per la seua debilitat dramàtica. Com en el cas de Pélleas et Mélisande de Debussy, hi ha un evident estatisme en l'acció i els personatges semblen actuar com ombres, sense que s'evidencie el vertader origen de les seues decisions. Tot i això, s'aprecia un increment de la tensió dramàtica a mesura que l'acció avança —al final, però, hom té la sensació que la decisió del suïcidi dels amants arriba per conflictes no prou definits. L'aparició dels joves amants com a infants en la primera escena, i com a torturats adults en les següents, és una dificultat dramàtica afegida.
Tot i que l'òpera ha estat representada rarament, l'interludi orquestral entre les escenes 5 i 6, "The Walk to the Paradise Garden" (El passeig vers el Jardí del Paradís), és una coneguda peça de concert i ha estat enregistrat en moltes ocasions. « Introduïda de manera màgica […] representa, en el seu arravatament i angoixa, el vertader esperit de l'amor romàntic ».

## Sinopsi
L'òpera té sis escenes.
Al començament de l'òpera, Sali, fill del granger Manz, i Vrenchen (Vreli), filla del granger Marti, són infants. Juguen plegats un matí de setembre en una parcel·la de terra. El Violinista Tenebrós és el vertader propietari de la disputada terra, però com és fill il·legítim i, per tant, no disposa de drets legals, no pot exercir cap control sobre aquesta. S'apareix als infants i els diu que la terra no ha de ser llaurada. Manz i Marti es disputen la propietat de la terra, i arran de la baralla posen fi a la relació entre els seus respectius fills.
Sis anys després, a l'actualment feta malbé casa de Marti, Sali i Vrenchen planegen un encontre. Des de llur infantesa, un plet sobre la terra ha arruïnat Manz i Marti. Sali persuadeix Vrenchen per a veure's a la parcel·la. El Violinista Tenebrós apareix de nou i els convida a quedar-s'hi. També els diu que poden tornar a trobar-s'hi de nou. Marti veu els dos enamorats i pretén endur-se a Vreli. Intentant detenir a Marti, Sali el fereix greument. Com a resultat, Marti perd la raó i ha de ser confinat en un asil. Sali torna a visitar a Vreli a sa casa, que es troba en venda. Ambdós es declaren el seu amor i decideixen viure plegats.
A la fira del poble Sali i Vreli compren uns anells. Sali menciona una posada, anomenada "El Jardí del Paradís", on poden ballar tota la nit, i decideixen anar-hi. El Violinista Tenebrós i alguns vagabunds hi estan bevent. Saluda als enamorats i els suggereix unir-se a ell per a portar una vida de roders a les muntanyes. Però Sali i Vreli decideixen que no poden portar aquest tipus d'existència, i decideixen morir junts, per a no renunciar a l'amor que senten l'un per l'artre. Surten de la posada i troben una gavarra per al transport de fenc, hi pugen i, deslligant-la del moll la deixen anar riu avall. Mentre són observats pel Violinista Tenebrós, Sali retira el tapó del fons de la barca, i els dos enamorats s'enfonsen amb l'embarcació.

## Enregistraments
- EMI Classics; René Soames, Vera Terry, Gordon Clinton, Denis Dowling, Frederick Sharp; Royal Philharmonic Chorus; Royal Philharmonic Orchestra; Sir Thomas Beecham, director
- EMI Classics; Robert Tear, Elizabeth Harwood, John Shirley-Quirk, Benjamin Luxon, Noel Mangin, Corin Manley, Wendy Eathorne; John Alldis Choir; Royal Philharmonic Orchestra; Meredith Davies, director[4][5]
- Argo (Decca); Arthur Davies, Helen Field, Thomas Hampson, Stafford Dean, Barry Mora, Samuel Linay, Pamela Mildenhall, Maria Venuti, Patricia Ann Caya; Arnold Schoneberg Choir; ORF Symphony Orchestra; Sir Charles Mackerras, director

## Vídeo
- Decca: Dana Moravkova (actriu, Vreli), Michel Dlouhy (actor, Sali), Thomas Hampson (actor i cantant, Violinista Tenebrós), Katerina Svobodova (actriu, Vreli infanta), Jan Kalous (actor, Sali infant), Leopold Haverl (actor, Manz), Pavel Mikulik (actor, Marti); cantants de la versió d'Argo/Decca Mackerras; Petr Wiegel, director